# Karen Dawisha

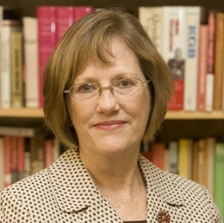
Karen Dawisha

Karen Dawisha (3. Dezember 1949 in Colorado Springs – 11. April 2018 in Oxford, Ohio) war eine amerikanische Politikwissenschaftlerin und Autorin. Sie arbeitete als Professorin an der Fakultät für Politikwissenschaft der Miami University in Oxford (Ohio) und als Direktorin im Havighurst-Zentrum für russische und postsowjetische Studien.

## Leben
Dawisha (geborene Karen Hurst) wurde am 3. Dezember 1949 als eines von vier Kindern in Colorado Springs geboren. Ihre Mutter Paula Keene war Lehrerin, ihr Vater Harry Hurst ein Jazzmusiker. Sie hatte zwei Brüder und eine Schwester.
Karen besuchte die örtliche staatliche Schule, an der sie am Russischunterricht teilnahm. Das weckte ihr Interesse an der Kultur Russlands und wurde der erste Schritt zu ihrer zukünftigen Karriere als Akademikerin und Autorin. Nach der Schule erhielt Dawisha zunächst einen Bachelor-Abschluss in russischer Politik an der Universität der Colorado Boulder. Sie verbrachte ein Jahr an der Lancaster Universität, wo sie ihren späteren Mann Adeed Dawisha, einen irakischen Akademiker, der sich auf Politik im Nahen Osten spezialisiert hat, kennenlernte. 1975 erhielt Karen einen Doktortitel von der Londoner Schule für Wirtschaft.
Das Ehepaar Dawisha hatte zwei Kinder, Nadia und Emile, sowie einen Enkel Theo. Karen und Adeed beschlossen, sich 2016 gemeinsam von ihrer akademischen Tätigkeit zurückzuziehen. Sie litt zuletzt an Lungenkrebs und starb im April 2018 in Oxford, Ohio.

## Karriere
Dawishas Berufsleben war direkt mit der Politik und Russland verbunden. Nach ihrer Mitarbeit im Rat für auswärtige Beziehungen war sie von 1985 bis 1987 im Außenministerium der Vereinigten Staaten tätig, wo sie dem Planungsstab (Policy Planning Staff) und dem Bureau of Political-Military Affairs angehörte.
In den Jahren 1985 bis 2000 war sie Direktorin des Zentrums für das Studium postkommunistischer Gesellschaften (Center for the Study of Post-Communist Societies) und Professorin in der Abteilung für Regierung und Politik an der Universität Maryland, College Park, nachdem sie in der Abteilung für Politikwissenschaft an der Miami University in Oxford, Ohio, gelehrt hatte.

### Putin’s Kleptocracy
Im Jahr 2014 veröffentlichte Dawisha ihr Buch Putin's Kleptocracy: Who Owns Russia?, das ihr beträchtlichen Ruhm einbrachte. Dieses Werk beschreibt den Weg Wladimir Putins zur Macht ab den 90er Jahren in St. Petersburg. Dawishas Forschung zu diesem Thema beschrieb, wie der Präsident Russlands und sein Bekanntenkreis Reichtum und Macht innerhalb des Landes erlangten, die zur totalen Kontrolle über alle Institutionen Russlands führten und keine Möglichkeit für eine funktionierende Demokratie boten. Sie behauptete, dass „Putin und sein Kreis von Anfang an versucht haben, ein autoritäres Regime zu schaffen, das von einer eng verbundenen Clique regiert wird … die die Demokratie eher zur Dekoration als zur Orientierung benutzt hat“.
Dawisha plante ihr Buch bei Cambridge University Press (CUP) analog zu den vorausgegangenen Büchern zu veröffentlichen. CUP lehnte das Manuskript jedoch ab, da sie ein rechtliches Risiko wegen möglicher Verleumdungsvorwürfe bei der Veröffentlichung eines solch kontroversen und brisanten Materials befürchteten. Dawisha antwortete, dass „einer der wichtigsten und angesehensten Verleger der Welt es ablehnt, ein Buch zu veröffentlichen, nicht wegen seiner wissenschaftlichen Qualität... sondern weil das Thema selbst zu heiß ist, um es zu bearbeiten“. Am Ende stimmte Simon & Schuster in den USA der Veröffentlichung des Buches zu, weil die amerikanischen Verleumdungsgesetze loyaler sind und das Interesse an dem Buch zu hoch war.

## Publikationen
- Soviet Foreign Policy Toward Egypt (Macmillan, 1979)
- Soviet East-European Dilemmas: Coercion, Competition, and Consent (Holmes and Meier for the Royal Institute for International Affairs, 1981)
- The Soviet Union in the Middle East: Politics and Perspectives (Holmes and Meier for the Royal Institute for International Affairs, 1982)
- The Kremlin and the Prague Spring (California University Press, 1984)
- Eastern Europe, Gorbachev and Reform: The Great Challenge (Cambridge University Press, 1989, 2. Auflage, 1990)
- Russia and the New States of Eurasia: The Politics of Upheaval (Cambridge University Press, zusammen mit Bruce Parrott, 1994)
- Putin's Kleptocracy: Who Owns Russia? (Cambridge University Press, zusammen mit Bruce Parrott, 2014)